# وحدة مكافحة الجرائم الإلكترونية (الأردن)
وحدة مكافحة الجرائم الإلكترونيّة هي منظمة أمنية حكومية أنشأتها مديرية الأمن العام في الأردن في إدارة البحث الجنائي عام 2008 قسم الجرائم الإلكترونية وطورته عام 2015 باسم «وحدة مكافحة الجرائم الإلكترونية»، وفي العام نفسه صدر قانون الجرائم الإلكترونية رقم (27) لمعالجة القضايا الإلكترونية ضمن مواده التي تبين الجرم وعقوبته.
تسعى لمكافحة الجريمة الإلكترونية وتوعية المجتمع ضد مخاطرها تعمل الوحدة وفق نهج تشاركي مع المؤسسات والشركات الدولية والمحلية والمؤسسات الخاصة والمؤسسات المالية والمصرفية، وشركات الاتصالات ومؤسسات المجتمع المدني.

## الجريمة الإلكترونية في الأردن
هي كل جريمة نصت عليها القوانين الأردنية وتم ارتكابها عن طريق الشبكة العنكبوتية (الإنترنت) سواءً تمثلت بفعل أو الامتناع عن فعل جرمه القانون، ومنها جرائم مواقع التواصل الاجتماعي، لذلك تم تشريع قانون الجرائم الإلكترونية رقم 27 لسنة 2015 ، وقد تضمن 18 مادة، تضمنت التعريف بأهم المصطلحات الإلكترونية، والعقوبات وهي عقوبة الدخول للشبكة المعلوماتية، وعقوبة إدخال أو نشر برنامج الغاء أو حذف، عقوبة التقاط أو باعتراض أو بالتنصت أو أعاق أو حور أو شطب، بطاقات الائتمان أو بيانات المعلومات المالية والمصرفية، تحويل الأموال من نظام معلومات أو موقع الكتروني، تضاعف العقوبة بحق كل من قام بسبب تأدية وظيفته، الأعمال الإباحية والاستغلال الجنسي، تسهيل وترويج الدعارة، الذم والقدح والتحقير عن طريق الشبكة المعلوماتية، التهديد الإلكتروني، الدخول على البيانات غير المتاحة للجمهور، دخول الضابطة العدلية الأماكن للتفتيش، عقوبة الاشتراك والتدخل والتحريض، ارتكاب أي جريمة معاقب عليها بموجب أي تشريع، مضاعفة عقوبة التكرار، إقامة الدعوى أمام المحاكم الأردنية.

### الإطار القانوني
- قانون الجرائم الإلكترونية رقم (27) لعام 2015م[5]
- قانون الاتصالات رقم (13) لعام 1995م[5]
- قانون المعاملات الإلكترونية رقم (85) لعام 2001م[5]
- قانون العقوبات رقم (16) لعام 1960م[5]
- كافة القوانين مرعية الإجراء في المملكة بموجب نص المادة 15 من قانون الجرائم الإلكترونية رقم 27 لعام 2015م.[5]

#### المادة 11
ويشار إلى أن المادة 11 من أكثر مواده إثارة للجدل إذ تنص على أن «يعاقب بالحبس مدة لا تقل عن سنة ولا تزيد على ثلاث سنوات وبغرامة لا تقل عن 5000 ولا تزيد على 10000 دينار كل من قام بنشر أو إعادة نشر ما يعد خطاب للكراهية عبر الشبكة المعلوماتية أو الموقع الإلكتروني أو أنظمة المعلومات».
وأثار مشروع قانون الجرائم الإلكترونية المعدل جدلا واسعا في المملكة بين من يراه قانونا يكمم الأفواه ويغلظ العقوبات على الناشطين والصحفيين، وآخرون يرونه أداة رقابية وقائية من الجرائم الإلكترونية المنتشرة عبر منصات التواصل الاجتماعي حيث حكم على ثلاثة صحفيين بالسجن ستة أشهر وإلزامهم بدفع تعويض مالي يقدر بـ 50 ألف دينار إثر قضية سجلها ضدهم رئيس الديوان الملكي - يوسف العيسوي، وأدرجت ضمن قانون الجرائم الإلكترونية المعدل لعام 2015، تظهر أصوات حقوقية وصحفية للمطالبة بسحب مشروع القانون المرسل لمجلس النواب.